# علي أباد لولة (باقران)
علي أباد لولة (بالفارسية: علی‌آباد لوله) هي مستوطنة تقع في إيران في قسم باقران الريفي. يقدر عدد سكانها بـ 389 نسمة .